# Kamila Gasiuk-Pihowicz
Kamila Gasiuk-Pihowicz, née le 8 mai 1983  à Varsovie, est une juriste et économiste polonaise. Elle a été élue députée lors des élections générales de 2015.

## Biographie
Kamila Gasiuk-Pihowicz étudie le droit à l'Université Cardinal Stefan Wyszyński de Varsovie et l'économie à l'École des hautes études commerciales de Varsovie (SGH). Elle travaille dans des cabinets juridiques puis pour le Médiateur des droits civiques (pl).
En 2004 elle se porte candidate au Parlement européen sur la liste de l'Union pour la liberté, mais n'est pas élue.
En 2015, elle adhère au nouveau parti .Nowoczesna Ryszarda Petru dont elle devient porte-parole. Elle est élue députée dans une circonscription de la banlieue de Varsovie et siège dans l'opposition au nouveau gouvernement du PiS.
Kamila Gasiuk-Pihowicz est mariée et mère de deux enfants.